# Музей Чернускі
Музей Чернускі (фр. Musée Cernuschi) — один з найстаріших музеїв Парижа, заснований у 1898 році фінансистом Анрі Чернускі.

## Історія

### Значення збірки
Другий (після музею Ґіме) музей східних мистецтв Франції. Його колекція складається з 12 500 предметів. П'ята за розміром колекція китайського мистецтва в Європі. Особливо виділяють збірку витворів мистецтва Китаю доби Мін (1368—1644) та Цін (1644—1911).

### Будівля музею

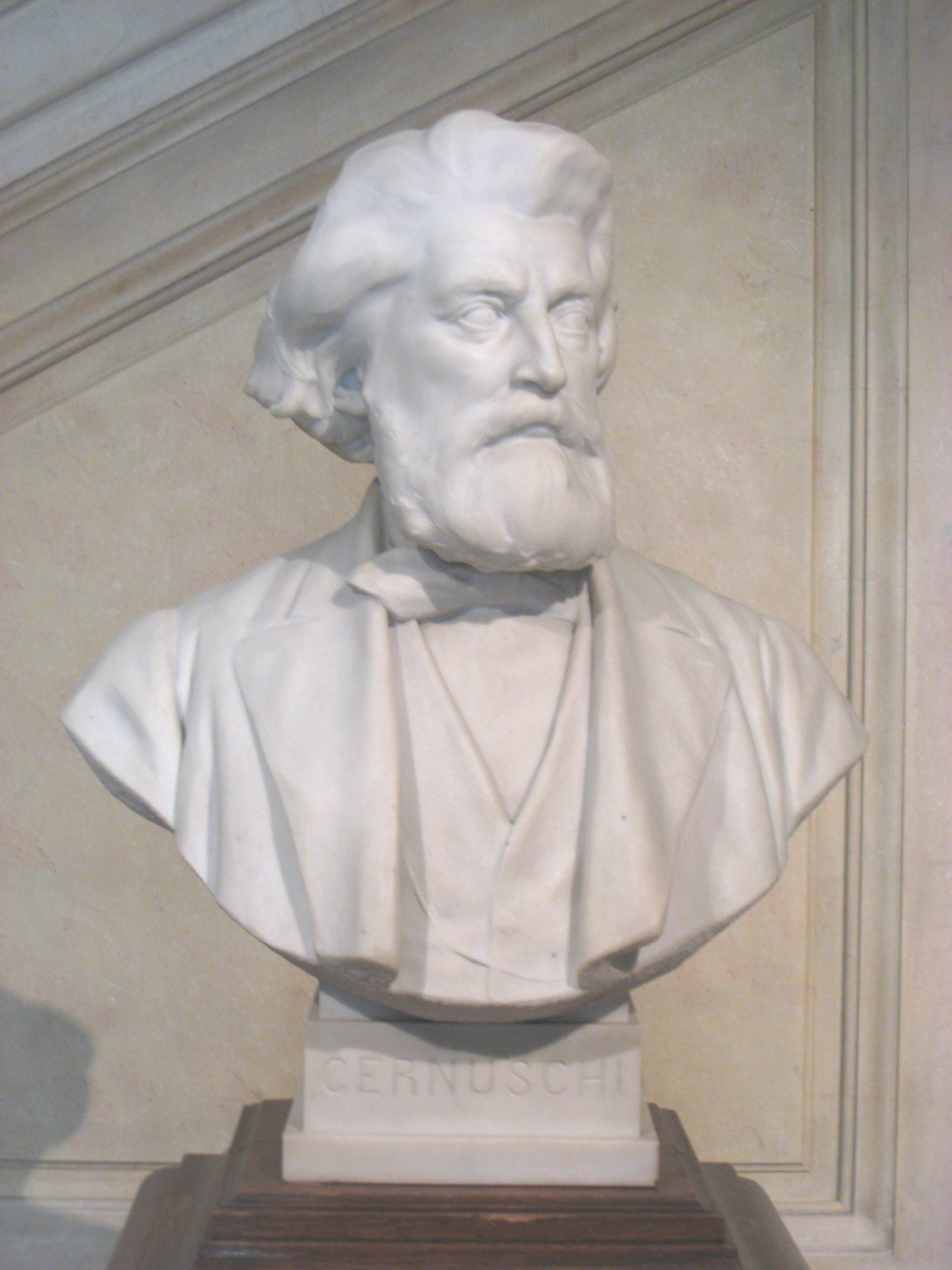
Погруддя Анрі Чернускі (1821—1896).

Музей розташований в особняку Чернускі. Будівля в історичному стилі — архітектор Вільгельм ван дер Боувенс (1834—1907). У 2001—2005 роках пройшла реконструкція приміщення для більшого пристосування будівлі під музейні вимоги. Поряд розташований парк Монсо.

### Колекція

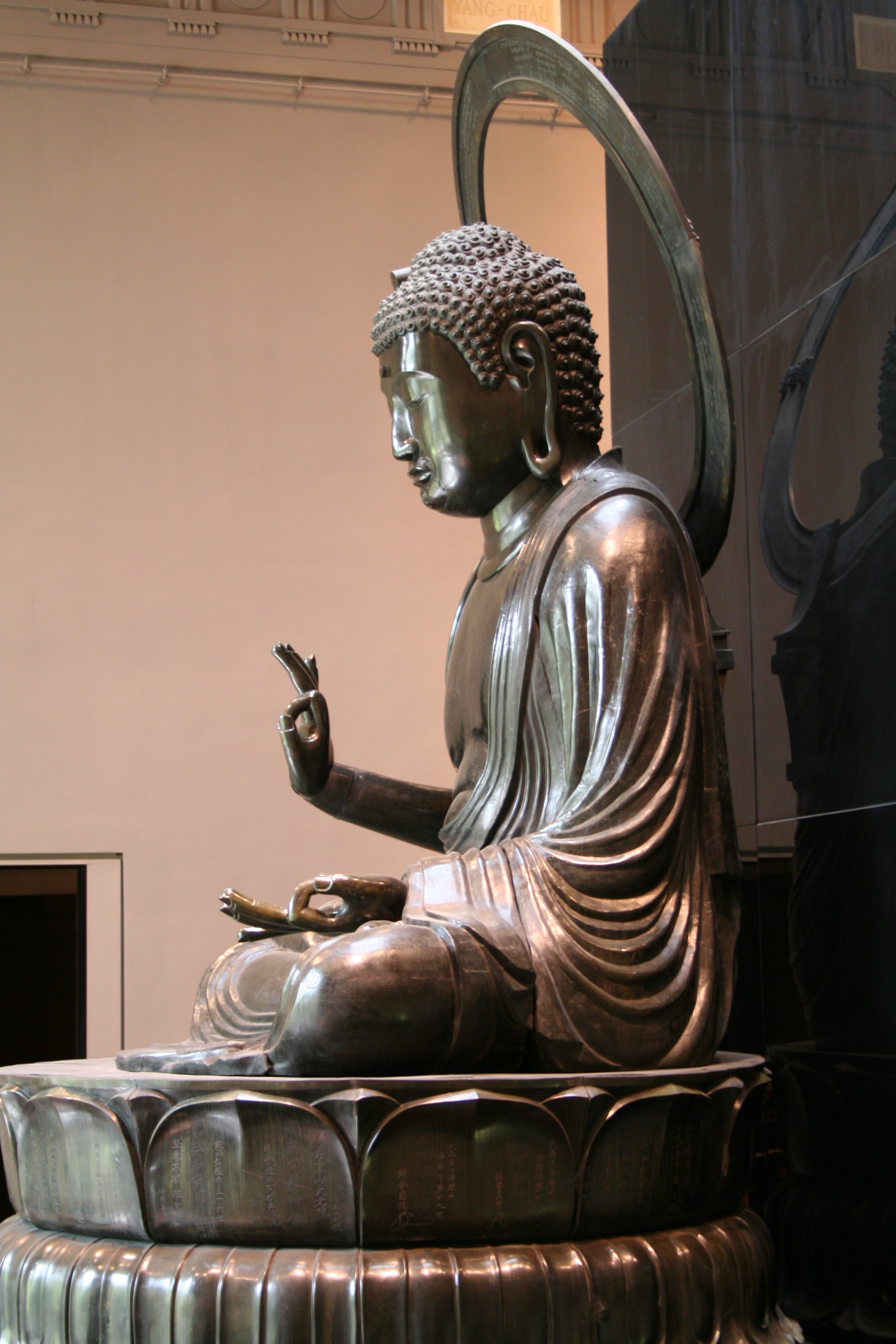
Великий Будда з Мегуро, Японія

Центром експозиції є бронзова статуя Будди з Мегуро (район в Японії), придбана Чернускі під час його подорожі до Японії.
Серед 900 виставлених у музеї об'єктів слід особливо відзначити такі:
- Унікальна колекція бронзових виробів архаїчного періоду (XV століття до н. е.. — III століття н. е..)
- Предмети мистецтва епохи Хань
- Похоронні статуї епохи династії Вей та Суй
- Твори мистецтва епохи Тан
- Кераміка від епохи Тан до епохи Сун
- Колекція рідкісних ювелірних виробів епохи Ляо
- Естампи

Окрім надзвичайно багатої колекції китайського мистецтва, музей має також предмети мистецтва японської і корейської культур.

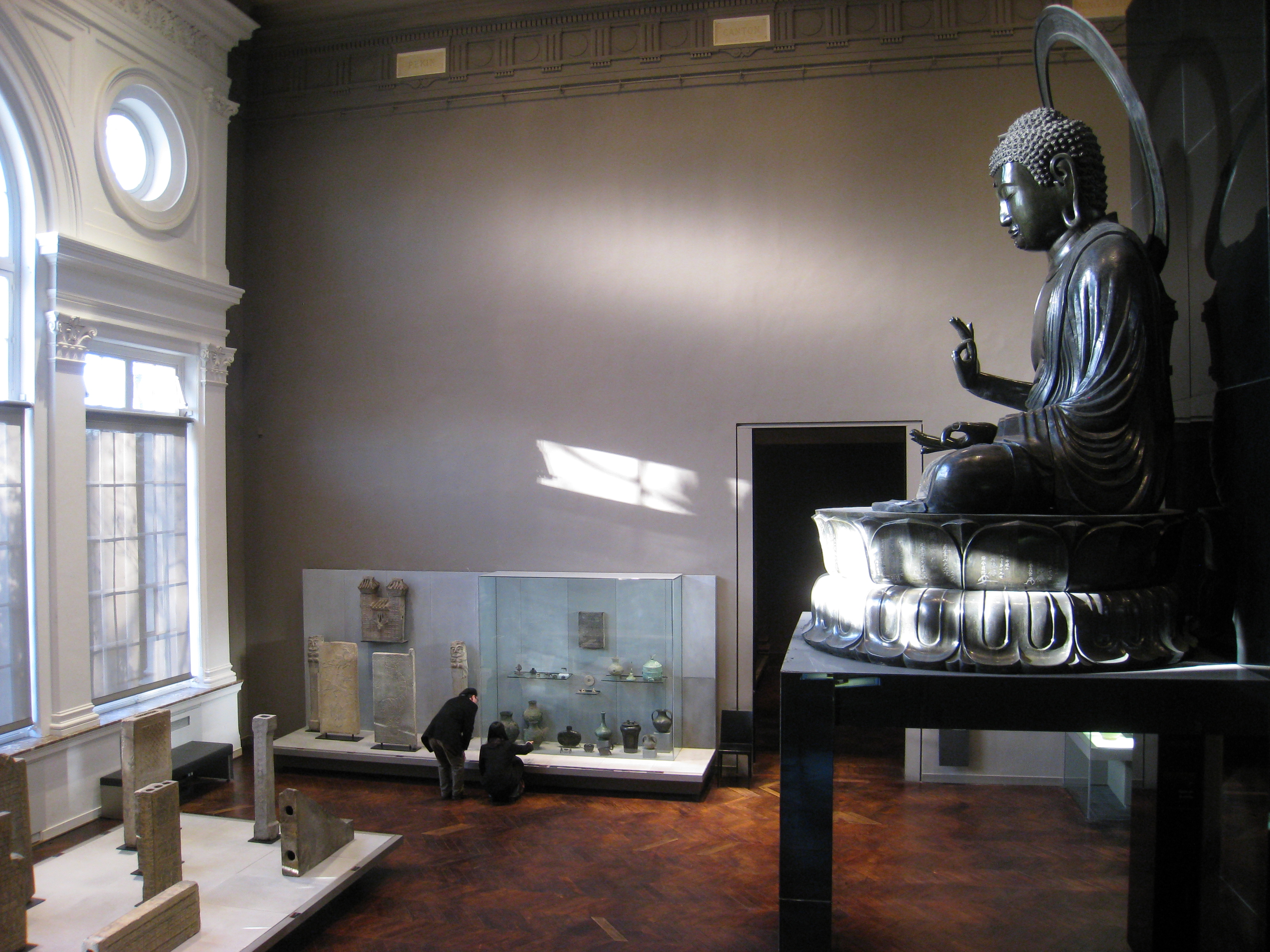
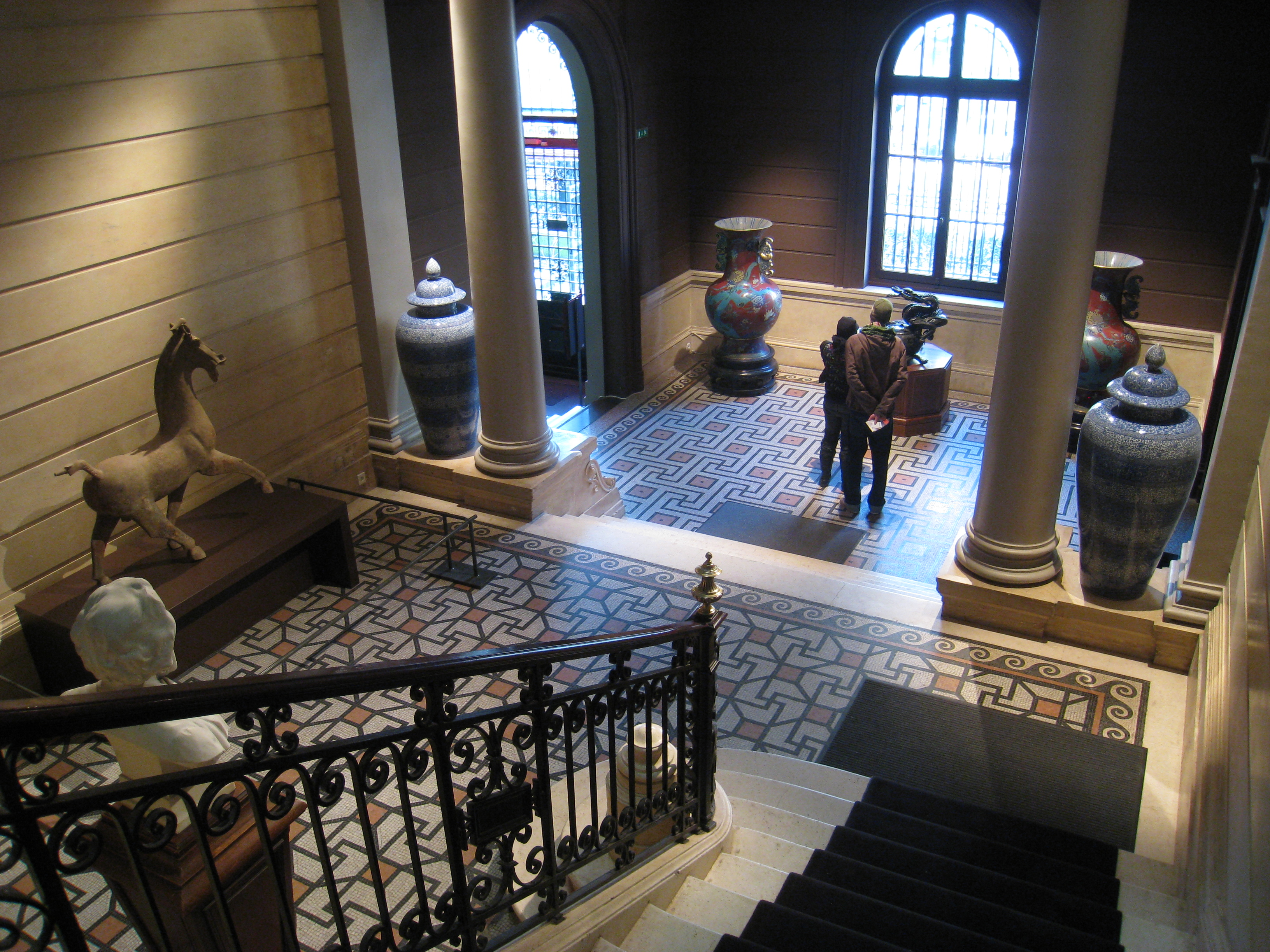
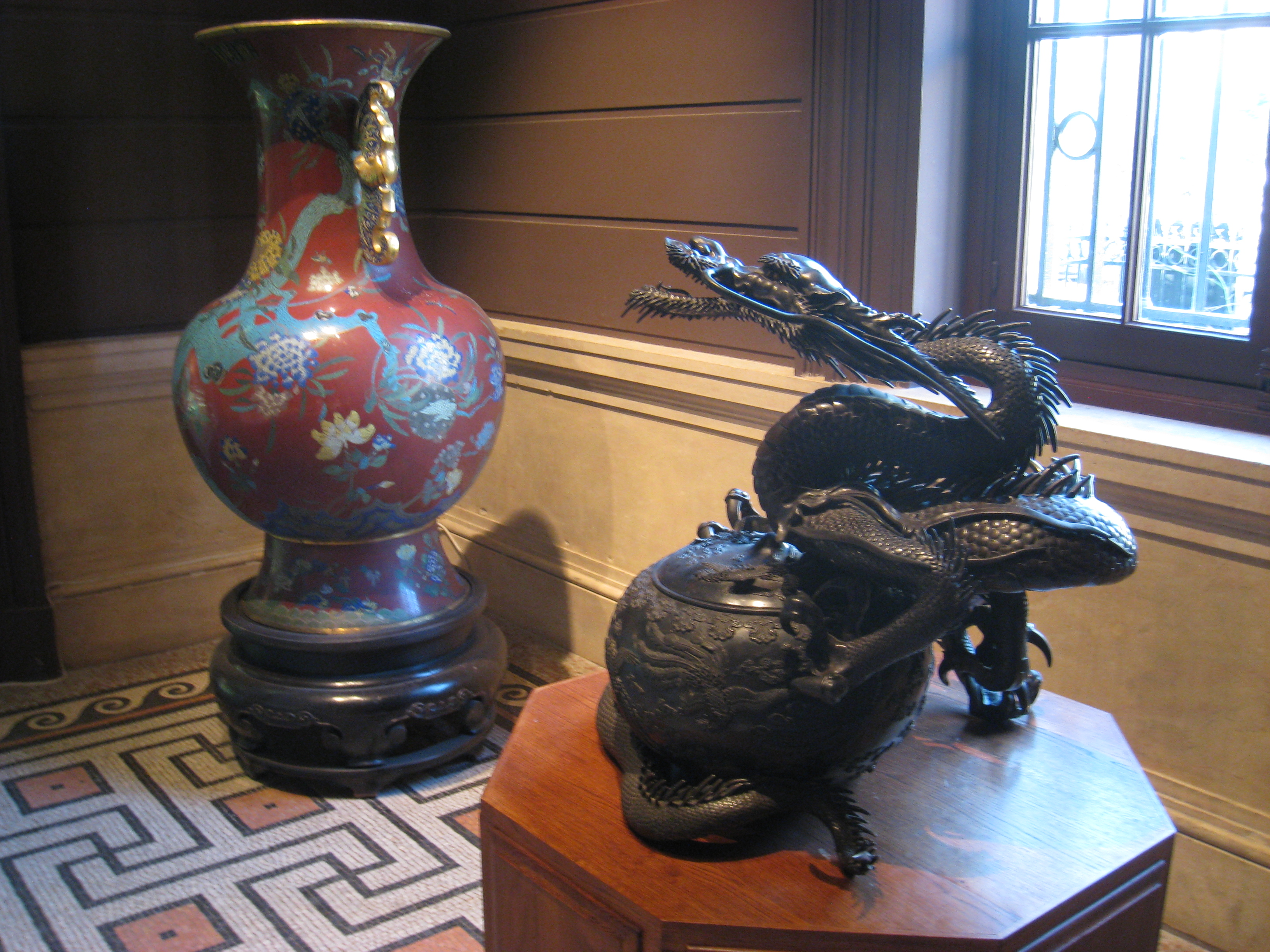

## Практична інформація
Музей розташований в 8-му окрузі Парижа, поруч з парком Монсо, найближчі станції метро — Villiers і Monceau.
Музей розташований в будівлі, спеціально спорудженій для цієї колекції засновником музею, фінансистом Анрі Чернускі. Адреса музею: 7 avenue Vélasquez, 75008 Paris.
Час роботи: вівторок — неділя, 10:00 — 18:00.